# La fièvre monte à El Pao
La fièvre monte à El Pao és una pel·lícula franco-mexicana dirigida per Luis Buñuel Portolés, estrenada el 1959.

## Argument
Sota una dictadura d'Amèrica Central, el governador d'una illa on són enviats els presos polítics i els comuns, és assassinat en ple discurs. Ramón Vázquez, el seu secretari, d'idees liberals, el reemplaça temporalment. La dictadura, que desitja castigar el crim de manera exemplar, envia sobre el terreny un equip especial dirigit per Alejandro Gual. Aquest va ser un pretendent refusat d'Inés Rojas, la dona del governador, avui amant del seu secretari. Gual redacta un fals informe per implicar Vázquez, i forçar Rojas a cedir a les seves pretensions.

## Repartiment
- Gérard Philipe: Ramón Vázquez
- María Félix: Inés Rojas
- Jean Servais: Alejandro Gual
- Miguel Ángel Ferriz: El Governador Mariano Vargas
- Raúl Dantés: Tinent García
- Domingo Soler: Professor Juan Cárdenas
- Víctor Junco: Indarte